# پالی شور
پالی شور (انگلیسی: Pauly Shore؛ زادهٔ ۱ فوریهٔ ۱۹۶۸) هنرپیشه و کارگردان اهل ایالات متحده آمریکا است.
از فیلم‌هایی که وی در آن نقش داشته است، می‌توان به یه فیلم مسخره، یه فیلم خیلی مسخره، اکنون در ارتش، انسینو من ،چگونه پایان می‌پذیرد، داماد، وظیفه هیئت منصفه و کاسپر با وندی ملاقات می‌کند اشاره کرد.